# 休伊森角
休伊森角（英語：Hewison Point），是南極洲的海岬，位於南桑威奇群島的圖勒島東南端，處於費格森灣東部，由法比安·戈特利布·馮·別林斯高晉率領的沙皇俄國探險隊繪入地圖，由英國海外領土管轄。